# Valdis Zatlers
Valdis Zatlers (* 22. března 1955, Riga) je lotyšský politik a bývalý prezident Lotyšské republiky, který funkci vykonával v letech 2007–2011.
V roce 1979 zakončil studia na lékařské fakultě v Rize. Stal se chirurgem a v letech 1994–2007 předsedal Lotyšské traumatologické a ortopedické asociaci. Od března 2007 je držitelem nejvyššího lotyšského státního vyznamenání, Řádu tří hvězd čtvrtého stupně. 31. května 2007 byl zvolen prezidentem Lotyšska a 7. července tak v úřadu nahradil Vairu Vīķe-Freibergu.

## Vyznamenání
- důstojník Řádu tří hvězd – Lotyšsko, 15. března 2007 – udělila prezidentka Vaira Vīķe-Freiberga[3][4]
- Řád přátelství I. třídy – Kazachstán, 2008 – udělil prezident Nursultan Nazarbajev[3][5]
- velkokříž s řetězem Řádu tří hvězd – Lotyšsko, 2008[3][6]
- Viestardův řád I. třídy – Lotyšsko, 2008[3][6]
- Kříž uznání – Lotyšsko, 2008[6]
- Řád knížete Jaroslava Moudrého I. třídy – Ukrajina, 25. června 2008 – udělil prezident Viktor Juščenko za významný osobní přínos k rozvoji ukrajinsko-lotyšských vztahů[3][7]
- Velký řád krále Tomislava – Chorvatsko, 2. září 2008 – udělil prezident Stjepan Mesić za mimořádný přínos k podpoře přátelství a rozvoji vzájemné spolupráce mezi Chorvatskem a Lotyšskem[8]
- Řád za vynikající zásluhy – Uzbekistán, 1. října 2008 – udělil prezident Islam Karimov[3][9]
- Řád Ismáíla Sámáního I. třídy – 2009, Tádžikistán[3]
- Řád kříže země Panny Marie I. třídy s řetězem – Estonsko, 2. dubna 2009[10]
- velkokříž s řetězem Řádu Isabely Katolické – Španělsko, 30. dubna 2009 – udělil král Juan Carlos I.[11]
- Řád Hejdara Alijeva – Ázerbájdžán, 10. srpna 2009 – udělil prezident Ilham Alijev za zvláštní zásluhy o rozvoj přátelství a spolupráce mezi Ázerbájdžánem a Lotyšskem[3][12]
- Vítězný řád svatého Jiří – Gruzie, 9. prosince 2009 – udělil prezident Michail Saakašvili[3][13]
- velkokříž s řetězem Řádu bílé růže – Finsko, 2010[3][14]
- velkokříž s řetězem Řádu rumunské hvězdy – Rumunsko, 2011[3][15]
- velkokříž Řádu Vitolda Velikého se zlatým řetězem – Litva, 7. února 2011[16]
- Řád svobody – 26. dubna 2011 – udělil prezident Viktor Juščenko za významný osobní přínos k překonání následků černobylské katastrofy, provádění mezinárodních humanitárních program a za mnoho let plodné veřejné činnosti[17]
- Prezidentský řád znamenitosti – Gruzie, 15. února 2013 – udělil prezident Michail Saakašvili za zvláštní služby Gruzii a za věrné přátelství[18]